# Forsteronia leptocarpa
Forsteronia leptocarpa là một loài thực vật có hoa trong họ La bố ma. Loài này được (Hook. & Arn.) A.DC. mô tả khoa học đầu tiên năm 1844.